# Аккемир
Аккемир (каз. Ақкемер) — село в Мугалжарском районе Актюбинской области Казахстана. Административный центр Аккемирского сельского округа. Находится примерно в 22 км к северу от центра города Кандыагаш. Код КАТО — 154833100.

## Население
В 1999 году население села составляло 1678 человек (933 мужчины и 745 женщин). По данным переписи 2009 года, в селе проживало 1679 человек (845 мужчин и 834 женщины).

## Галерея
- Ж.д.станция
- Аккемир
- Аккемир